# Dedinje

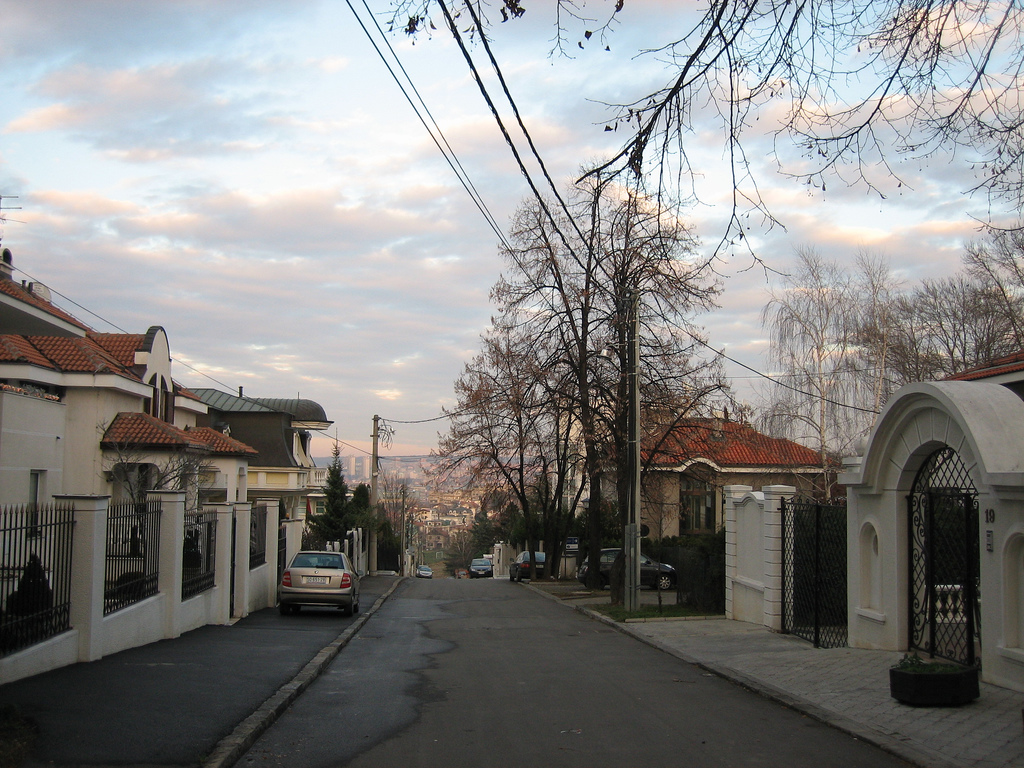
Dedinje

Das Dedinje (serbisch-kyrillisch Дедиње) ist ein Stadtteil im zentral gelegenen Belgrader Bezirk Savski Venac in Serbien. Er gilt als Stadtteil mit gehobenen Wohnvierteln, darunter ein Prominentenviertel. Auf dem Gebiet des Dedinje befindet sich beispielsweise das Königliche Schloss zusammen mit einem weiteren Königlichen Schloss  namens Beli dvor, das Museum der Geschichte Jugoslawiens und das Mausoleum Haus der Blumen. Am Rande des Stadtteils befindet sich auch das Stadion Rajko Mitić. 